# Chrysacris montanis
Chrysacris montanis är en insektsart som beskrevs av Zhang, Fengling, Yiping Zheng och Qingyun Zhang 199. Chrysacris montanis ingår i släktet Chrysacris och familjen gräshoppor. Inga underarter finns listade i Catalogue of Life.